# Cadeia da Relação

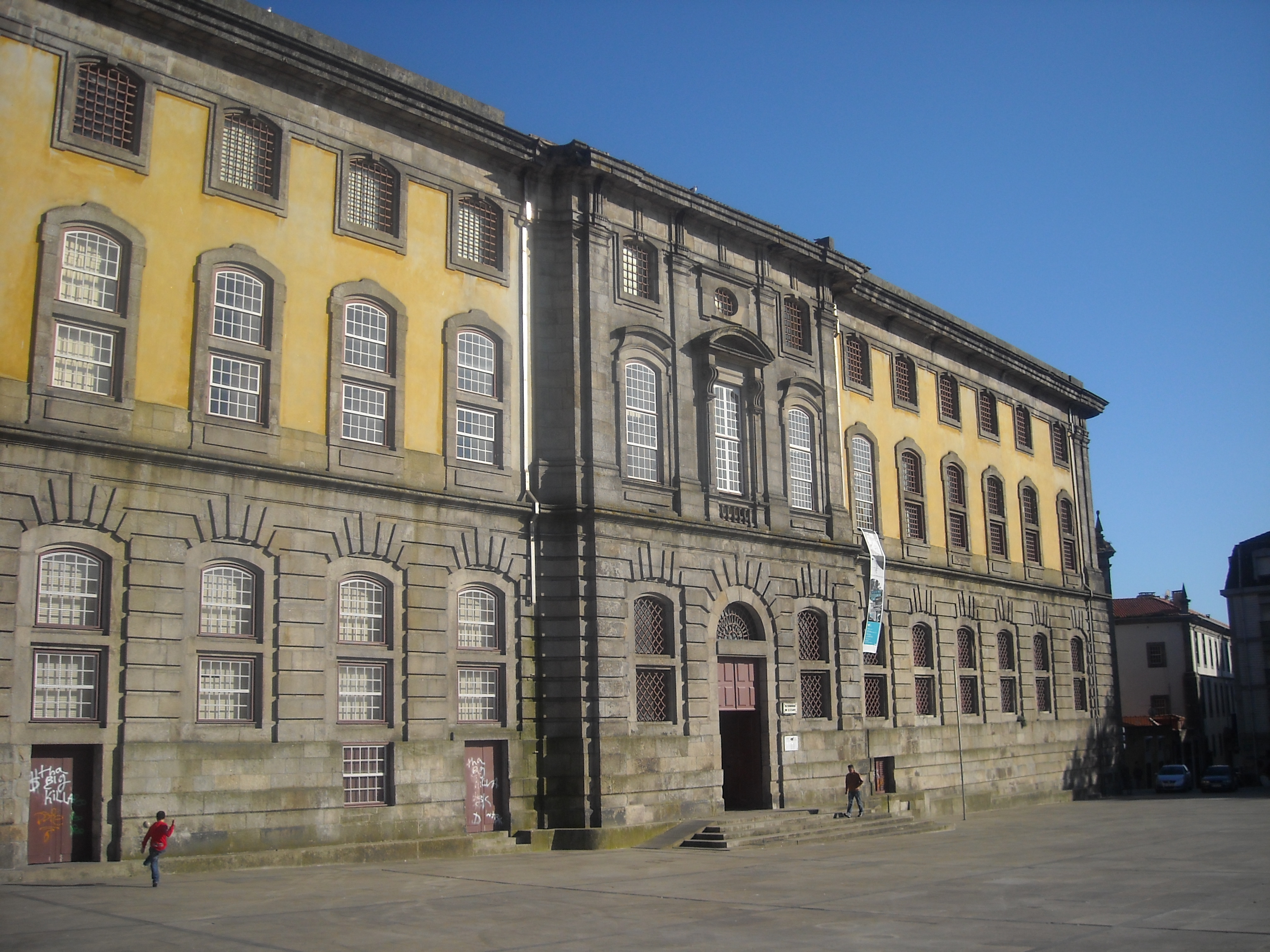
A Cadeia da Relação: fachada principal.

A Cadeia da Relação é um edifício histórico localizado na cidade do Porto, em Portugal.

## Instalações anteriores
Criada em 27 de Julho de 1582, o Tribunal da Relação do Porto, por falta de instalações próprias, começou por funcionar na Antiga Casa da Câmara, instalada na Rua de São Sebastião, no edifício que, por esse motivo, passou também a ser conhecido por Paço da Rolaçon. Poucos anos depois, o Tribunal transferiu-se para o palácio dos Condes de Miranda (onde permaneceu até 1608) no desaparecido Largo do Corpo da Guarda, que ficava ao cimo da rua que ainda existe com esta denominação. Os desembargadores eram obrigados a usar barba comprida e a não fazer visitas.
A Relação manteve-se em actividade, sem sede própria, durante mais de vinte anos. Com efeito, foi só em 1603 que Filipe II ordenou que se construísse uma casa para receber a Relação e a Cadeia. Também esta, sofria do mal do Tribunal - a falta de instalações.
Andou, primeiro, pela Albergaria dos Palmeiros (1461), que ficava perto da actual Rua de São João; aparece referenciada, em 1490, num casebre entre as ruas Chã das Eiras e de Santo António do Penedo, numa artéria que ainda há pouco se chamava Travessa da Cadeia; depois instalou-se (1504) numa casa junto à sé e mais tarde nos baixos da Casa da Câmara.
A ordem de Filipe II, no entanto, só começou a ser cumprida em Julho de 1606, quando sob a direcção do corregedor Manuel Sequeira Novais, se deu início às obras no Campo do Olival. Os trabalhos duraram três anos e foram pagos, em grande parte, com dinheiros provenientes das remissões dos degredos para África. Isto é, quem era condenado a degredo para a 'costa d'África' podia pagar uma determinada quantia, resgatando a pena que cumpria cá.
O edifício, considerado enorme, custou tanto dinheiro que durante o tempo da sua construção não foram feitas mais obras na cidade. No entanto, deve ter sido mal construído porque no dia 1 de Abril de 1752, em Sábado de Aleluia, ruiu completamente e a Relação regressou às instalações da Câmara Municipal.

## Edifício actual
Uma nova casa para a sede da Relação e da Cadeia começou a ser construída sobre os escombros da anterior, em 1765, por iniciativa do regedor das Justiças e governador das Armas do Porto, João de Almada e Melo, segundo uma planta elaborada para o efeito pelo engenheiro e arquitecto Eugénio dos Santos que foi um dos intervenientes na reconstrução da Lisboa pombalina.
Foi, no entanto, seguida pelo oficial de engenharia Francisco Pinheiro da Cunha, por morte de Eugénio dos Santos. A obra custou 200 contos de réis, durou trinta anos, pois só ficou concluída em 1796. Albergou a sede do Tribunal da Relação e serviu de cadeia até aos nossos dias.
É um dos edifícios de referência na história do Porto. As enxovias tinham nomes de santos: Santo António, Sant'Ana, para homens; Santa Teresa para mulheres; e Santa Rita para menores. A prisão oficina estava sob a protecção do Senhor de Matosinhos e as prisões de castigo tinham por patrono São Vítor. Havia ainda os salões (do Carmo e de São José) para homens e mulheres. Diferenciavam-se das celas por terem o chão de madeira mas pagava-se para ficar neles - 1$500 réis.
Na sala do tribunal havia uma capela porque as Ordenações do Reino determinavam que "o governador acolherá um sacerdote, que em todos os dias pela manhã, diga missa na casa da Relação, no oratório ou lugar que para isso se ordenar…" Os presos ouviam a missa das grades das prisões e corredores que davam para o saguão. Mas como não havia, mesmo assim, capacidade para tanta gente, a missa era num Domingo para os detidos de determinadas celas e no outro Domingo para os das outras prisões.

## Visitantes ilustres

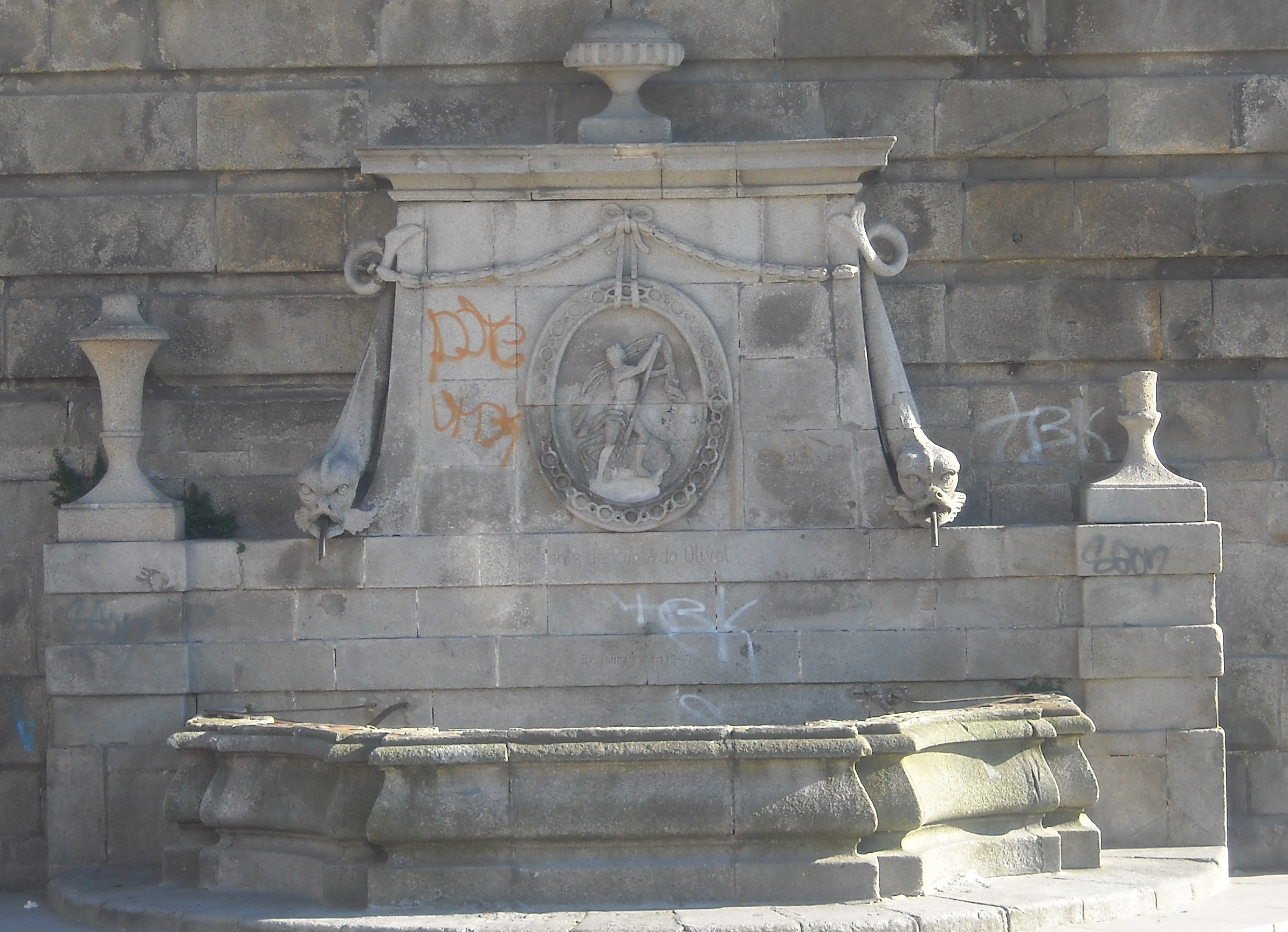
A Cadeia da Relação: fonte de Neptuno.

A algumas das celas andam ligados nomes famosos.
No número 8 dos chamados quartos de Malta (eram catorze) passaram, por exemplo, os Mártires da Pátria, o duque da Terceira (António José de Sousa Manuel de Menezes Severim de Noronha) lugar-tenente da rainha D. Maria II nas províncias do Norte, detido em Outubro de 1846; juntamente com vários generais e oficiais.
Camilo Castelo Branco ocupou (1860) o quarto de São João, enquanto Ana Plácido recolhia ao pavilhão das mulheres, acusados, ambos, do crime de adultério.
Na cela que Camilo ocupara daria entrada mais tarde o célebre banqueiro Roriz. E, no quarto a seguir a este, Urbino de Freitas, professor da Faculdade de Medicina, acusado de ter assassinado por envenenamento os sobrinhos para ficar senhor da herança que a eles caberia.
O salteador Zé do Telhado, o caudilho miguelista Pita Bezerra e o jornalista político João Chagas também conheceram as celas da velha cadeia.

## O fim da cadeia
Em 1961 começa a ser construído o novo estabelecimento prisional do Porto, em Custóias, com plano do arquitecto Rodrigues Lima. No entanto, a estrutura inicial foi abandonada e o edifício que se pretendia modelar, nunca acabou por ser construído. Foi rapidamente ocupado pelos reclusos da Cadeia da Relação, por razões de força maior e conforme determinação superior, em 29 de Abril de 1974.
Assim o novo Estabelecimento Prisional do Porto, em Custóias, passou a receber irregularmente reclusos preventivos - que deviam aguardar julgamento próximo do local do tribunal, como acontecia na cidade do Porto - foi alargado para aumentar a sua capacidade, substituindo completamente a Cadeia da Relação.
Em 1974, deu-se a ocupação revolucionária do edifício da Cadeia da Relação. Várias famílias e grupos não familiares procuraram aí abrigo e durante largo tempo o edifício sofreu um desgaste inesperado, degradando-se rapidamente.
Frequentemente, a antiga cadeia da relação foi habitada por outras situações a qual agora é funcionada como Centro Português de Fotografia, mantendo a cela onde Camilo esteve preso.

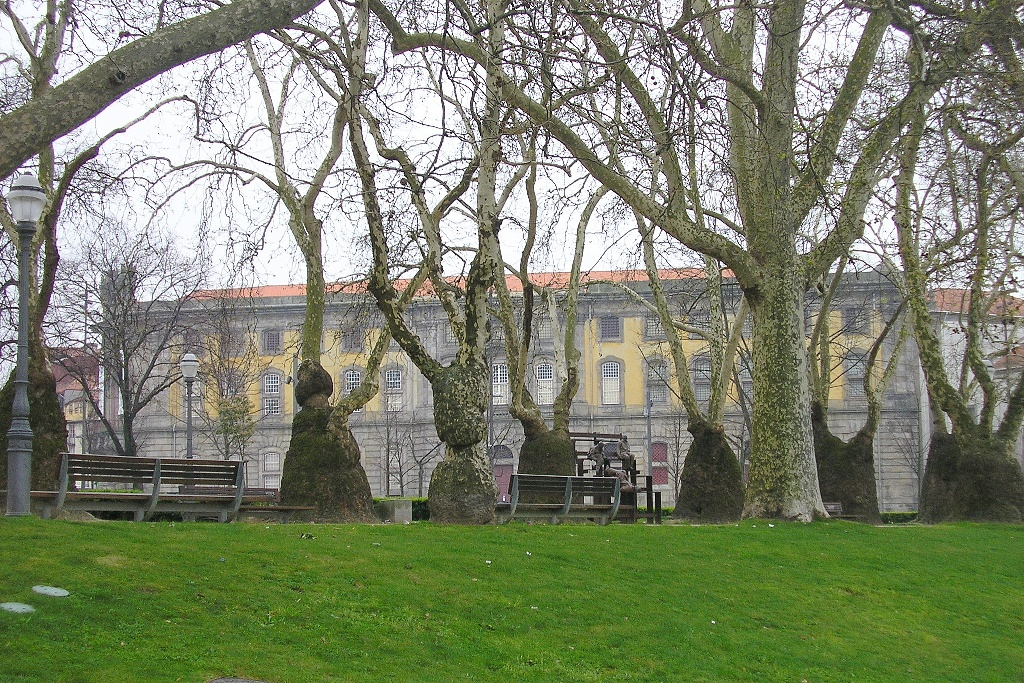
Cadeia da Relação vista do Jardim de João Chagas.

## Renovação e uso presente
O Instituto Português do Património Arquitectónico iniciou os trabalhos de restauro do edifício em 1988, com projecto do arquitecto Humberto Vieira, mas nenhum programa de utilização tinha, ao tempo, sido estabelecido superiormente.
Em 1997 foi criado o Centro Português de Fotografia e estabelecido, pelo Ministro da Cultura, que teria sede na antiga Cadeia da Relação. As primeiras exposições inauguraram-se em Dezembro de 1997, tendo o rés-do-chão funcionado como espaço de exposição até Dezembro de 2000. Nesta data o edifício encerrou para se terminarem as obras de renovação e adequação do edifício às novas funções. O projecto foi confiado aos arquitectos Eduardo Souto Moura e Humberto Vieira.
A Cadeia e Tribunal da Relação do Porto reabriu em Outubro de 2001, albergando agora todos os serviços do Centro Português de Fotografia.